# Annesorhiza villosa
Annesorhiza villosa là một loài thực vật có hoa trong họ Hoa tán. Loài này được (Thunb.) Sond. mô tả khoa học đầu tiên năm 1862.